# Fußballländerspiel Deutschland – England 1908

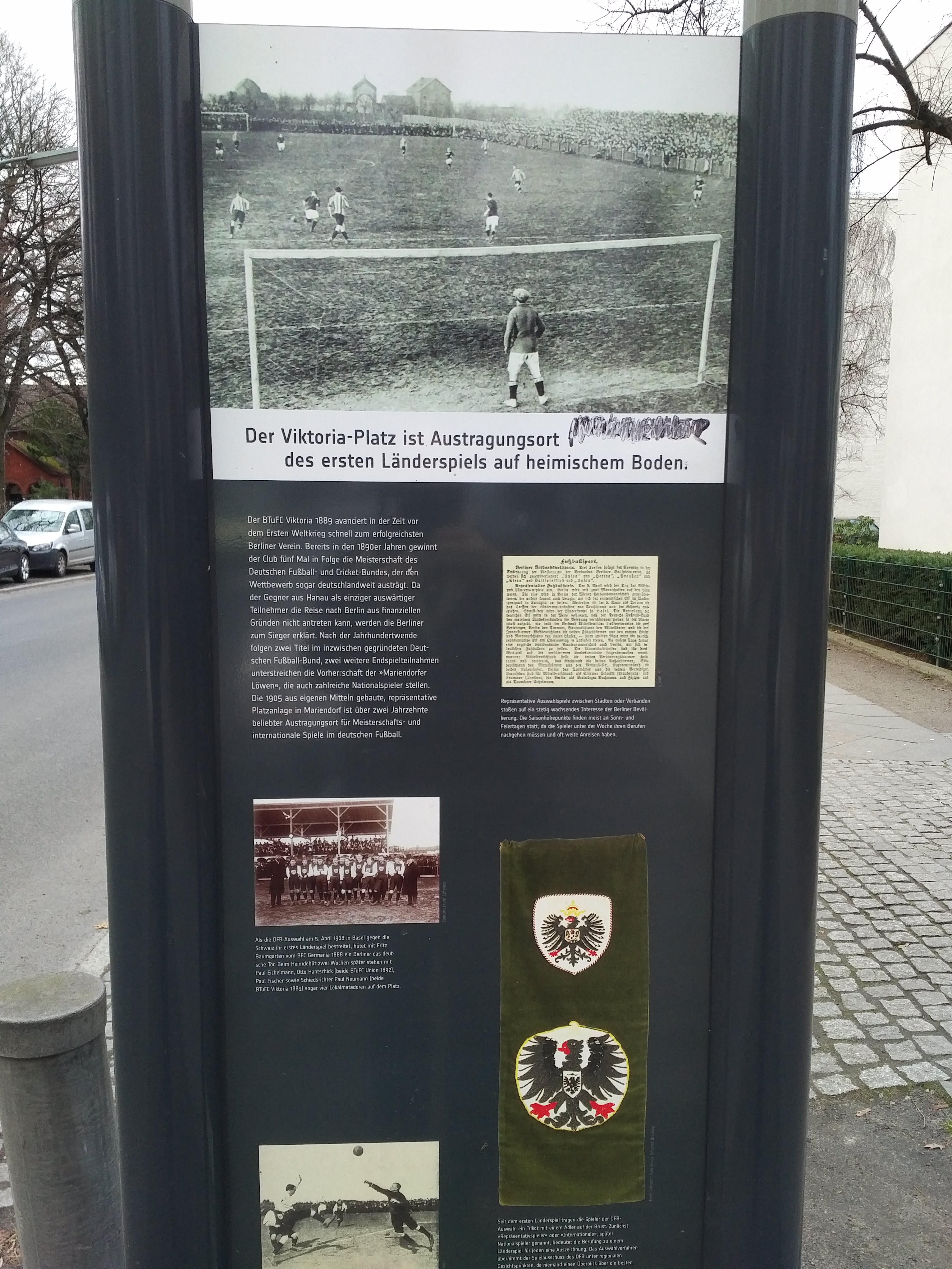
Erinnerungstafel am Ort des ehemaligen Viktoria-Platz in Berlin

Das Fußballländerspiel Deutschland gegen England 1908 fand am 20. April zwischen den Nationalmannschaften beider Länder im Berliner Stadion Viktoria-Platz statt. Es war das zweite Länderspiel der deutschen Nationalmannschaft. Der Gegner aus England war eine englische Amateurauswahl.
Zum ersten Mal hatte die deutsche Mannschaft ein Heimspiel. Das Spiel endete mit einer 1:5-Niederlage. 

## Das Spiel
Vor ca. 6000 Zuschauern wurde das Spiel auf dem Viktoria-Platz des BFC Viktoria 1889 in Berlin-Mariendorf ausgetragen.
In der 5. Spielminute gingen die Engländer durch einen Treffer von Stapley in Führung. In der 20. Minute entschied Schiedsrichter Neumann auf Elfmeter für die deutsche Mannschaft. Der Karlsruher Förderer verwandelte den Strafstoß zum 1:1. Fünf Minuten später gingen die Engländer durch einen Treffer von Woodward wieder in Führung. Zwei Minuten vor der Halbzeitpause erhöhte Purnell auf 1:3. Nach der Pause kontrollierten die Engländer das Spiel. Stapley erhöhte in der 70. Minute auf 1:4 und Woodward in der Schlussminute auf 1:5.
| Paarung        | Deutschland – England |
| Ergebnis       | 1:5 (1:3) |
| Datum          | 20. April 1908 |
| Stadion        | Viktoria-Platz, Berlin |
| Zuschauer      | 6.000 |
| Schiedsrichter | Paul Neumann |
| Tore           | 0:1 Harry Stapley (5.), 1:1 Fritz Förderer (20., Elfmeter), 1:2 Vivian Woodward (25.), 1:3 Claude Purnell (43.), 1:4 Harry Stapley (70.), 1:5 Vivian Woodward (90.)         |
| Deutschland    | Paul Eichelmann, Otto Hantschick, Paul Fischer, Walter Poppe, Arthur Hiller, Hans Weymar, Adolf Gehrts, Paul Matthes, Arno Neumann, Fritz Förderer, Willy Baumgärtner       |
| England        | Ernest Proud, Frederick Chapman, Herbert Smith, Walter Corbett, Robert Hawkes, Claude Purnell, Evelyn Lintott, Arthur Berry, Harold Hardman, Vivian Woodward, Harry Stapley |

## Besonderes
Mit Arthur Hiller, Hans Weymar, Fritz Förderer und Willy Baumgärtner standen vier Spieler auf dem Platz, die auch 15 Tage zuvor beim ersten offiziellen Länderspiel gegen die Schweiz eingesetzt worden waren.
Torhüter Paul Eichelmann war der einzige Spieler aus den Ur-Länderspielen, der auch als offizieller Nationalspieler eingesetzt wurde. Am 23. November 1899 war Eichelmann schon einmal gegen England angetreten. In diesem Spiel verlor die deutsche Mannschaft mit 2:13.
Das Spiel war das erste von vier Spielen einer deutschen Nationalmannschaft, bei der der Gegner England durch eine Amateurauswahl vertreten wurde. Während der DFB das Spiel als offizielles Länderspiel wertet, zählen weder der englische Fußballverband FA noch die FIFA das Spiel als Länderspiel. Das erste von FA und FIFA anerkannte offizielle Länderspiel zwischen einer englischen und einer deutschen Mannschaft ist das Spiel vom 10. Mai 1930 in Berlin, das 3:3 endete. Hier trat erstmals eine englische A-Nationalmannschaft an.

## Bildergalerie

Der deutsche Abwehrspieler Otto Hantschick
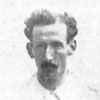
Der englische Außenläufer Robert Hawkes
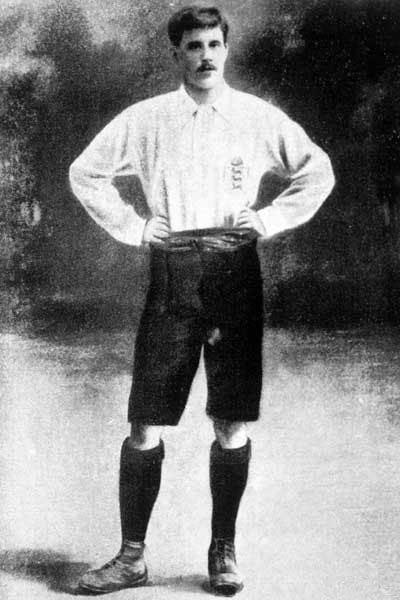
Der zweifache Torschütze Vivian Woodward